# کوه قلعه فردوس
کوه قلعه فردوس، کوهی است که در ۱۰ کیلومتری جنوب شهر فردوس قرار داشته و محل یکی از قلعه‌ها و دژهای مهم اسماعیلیه و مرکز استقرار این فرقه در قهستان و در جنوب خراسان بزرگ بوده است. قلعه واقع در قله این کوه، با شماره ۲۹۹۳۱ در فهرست آثار ملی ایران به ثبت رسیده است.

## تاریخچه قلعه
عطاملک جوینی در تاریخ جهان‌گشای دربارهٔ این قلعه می‌گوید: از ۷۰ دژی که در جنوب خراسان قرار داشت، وسیع‌ترین و عظیم‌ترین آنها در ۵ هزار گزی جنوب غربی شهر تون باشد. اسماعیلیان، قلعهٔ نظامی خود را در بالای این کوه ساخته بودند که در بلندترین نقطه دشت تون واقع شده و از تمام جهات بر منطقه مشرف است. موقعیت این قلعه به‌گونه‌ای است که از سه جهت به پرتگاه‌هایی منتهی می‌شود و تنها راه دسترسی به قلعه از طریق تنگه‌ای است که در جنوبی غربی کوه، که شیب کمتری دارد، قرار گرفته است. این قلعه در ۶ حصار مختلف ساخته شده و مرکز فرماندهی در طبقه ششم و در نوک قلعه قرار دارد. طبقات دیگر آن دارای دروازه‌های ورودی از جهات مختلف، محل نگهداری آذوقه، اسلحه‌خانه، اصطبل، آب‌انبار، برج و بارو و حمام و تالارها و سربازخانه هستند.
ارتفاع برج‌ها حدود ۵ متر بوده و تمام آنها به کمک سنگ‌های لاشه و ملات گچ و ساروج ساخته شده‌اند.

## دوران کاربری
این قلعه در دوران آبادی دارای دو دیوار و حصار تو در تو و چند برج دیده‌بانی بوده است. محیط بیرونی‌ترین دیوار، حدود یک هزار متر است. در قسمت پایانی قلعه، آب‌انبارهایی درون سنگ‌ها کنده شده که طول هر یک حدود ۱۰ متر و عرض آنها در حدود ۲ متر بوده و از آب باران و برف پر می‌شده‌اند. این آب‌انبارها در هنگام محاصره، به عنوان آب شرب اهالی مورد استفاده قرار می‌گرفته‌اند. همچنین این آب‌انبارها، ذخیرهٔ تمام اهالی قلعه نبوده‌اند؛ زیرا در پایین دیوار و در جنوب قلعه چاهی کنده بودند که امروزه به چاه قنوت مشهور است. در قله کوه آثار برج استوانه‌ای کوچکی قرار دارد که شاید محل افروختن آتش بوده و با دیده‌بانی در ارتباط بوده است.
این دژ، روزگاری بر جلگه‌های اطراف و راه‌های بازرگانی قدیم ناظر بوده و راه‌های کاروانی دشت تون را هم می‌توانسته به خوبی دیده‌بانی کند.
این قلعه دارای تونلی آجری است که به قلعه دختر متصل است و این راه زیرزمینی این دو قلعه را به وسیله یک راه زیرزمینی دیگر به وسط شهر باستانی تون متصل می‌کند. در داخل این تونل زیرزمینی که پس از زمین‌لرزهٔ سال ۱۳۴۷ کشف شد، اجساد بسیاری از مردگان یافت شد که در کنار هم در داخل این تونل چیده شده و دارای کفن‌هایی با آثار اسلامی و آیات قرآن بودند.
در حمله مغول به منطقه تون، این قلعه مورد هجوم سربازان مغول قرار گرفت و غارت شده و در نهایت به آتش کشیده شد.

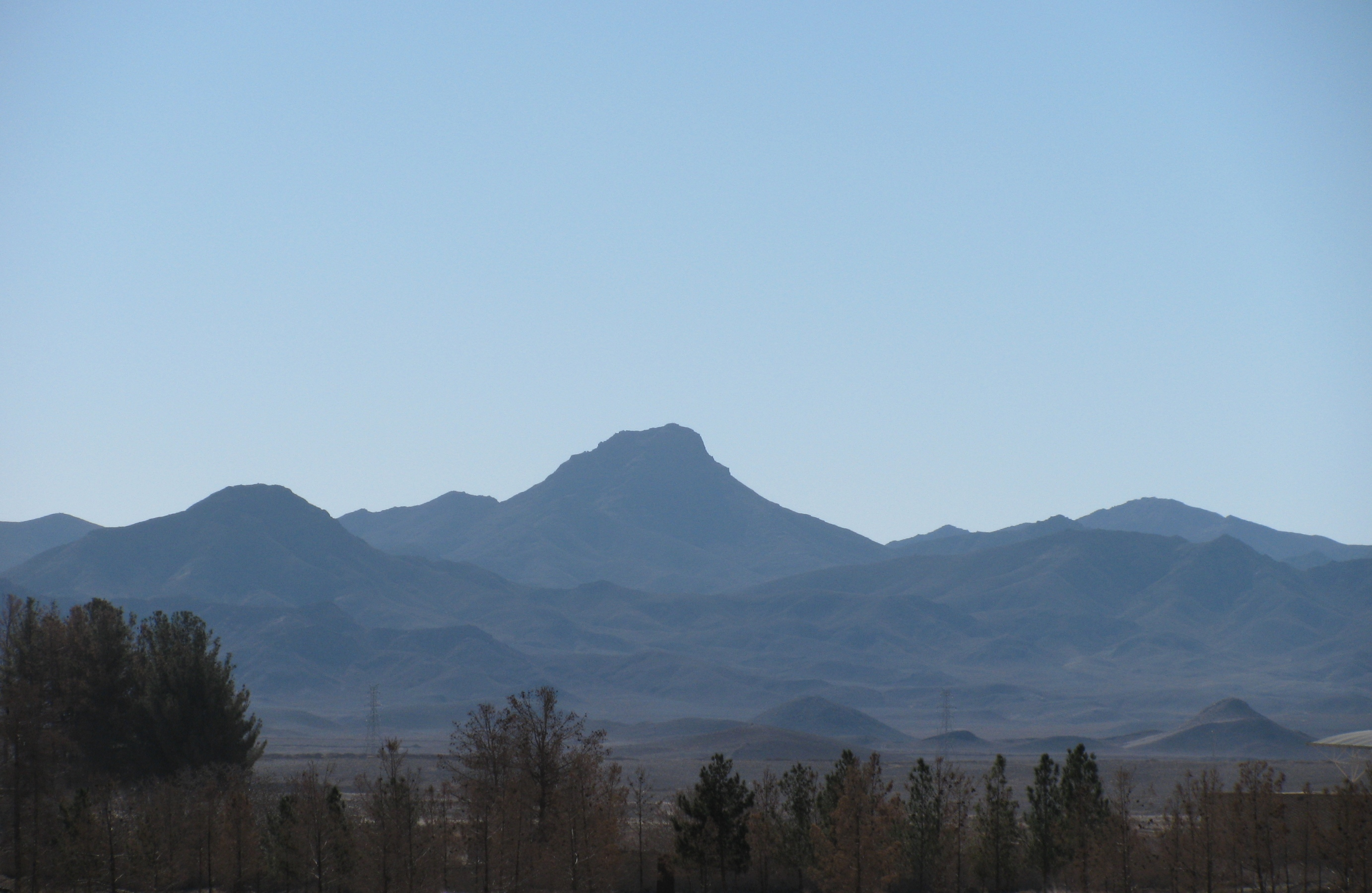
نمایی از کوه قلعه فردوس از شهر فردوس